# Palazzo del Te

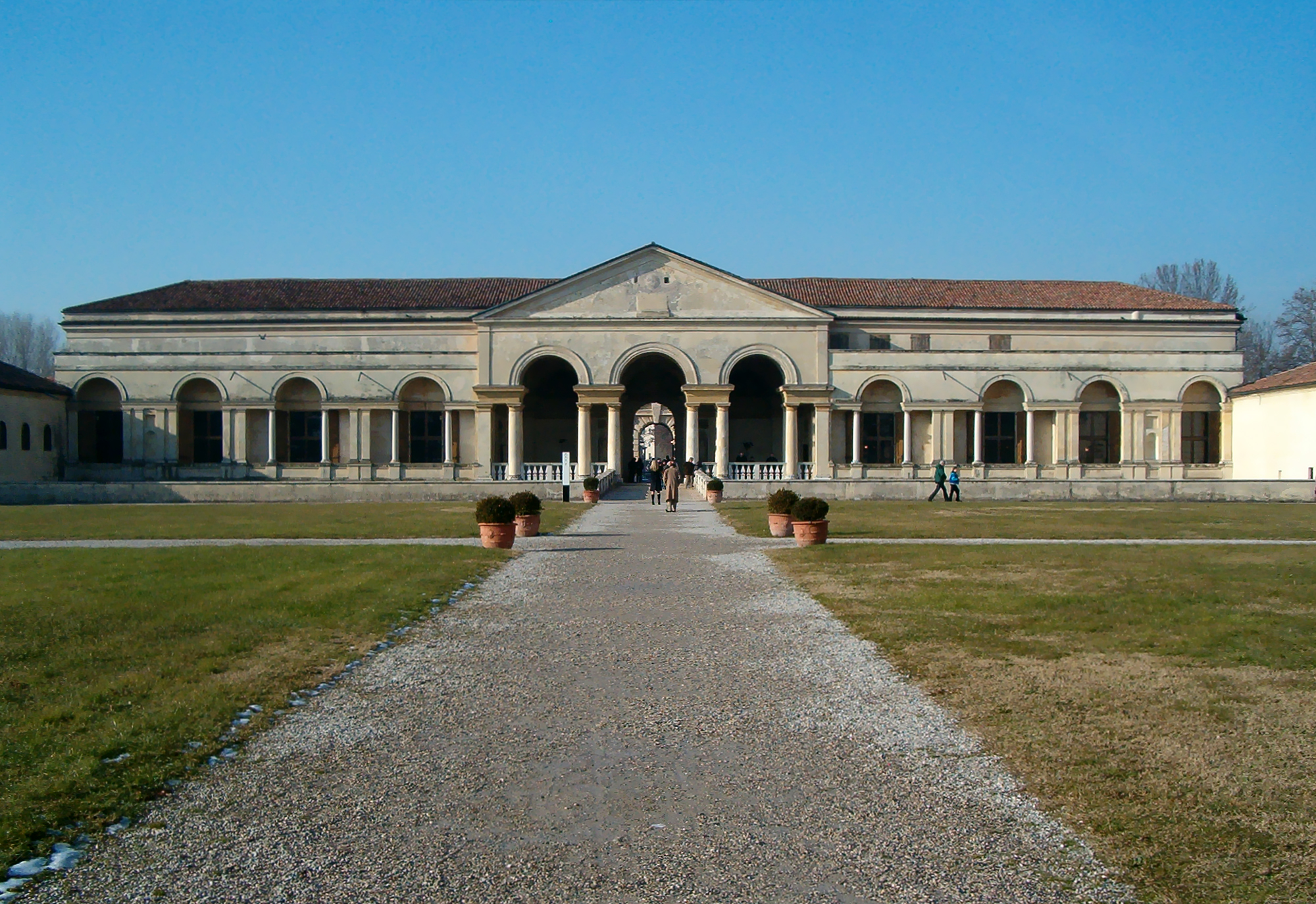
Palazzo del Te

Het Palazzo del Te of Palazzo Te is een paleis in de buitenwijken van Mantua, Italië. Het is een gewaardeerd voorbeeld van maniëristische architectuur en het meesterwerk van Giulio Romano.

## Naam
In het Italiaans luidt de naam kortweg "Palazzo Te" en Vasari noemde het "Palazzo del T". Het verwijst wellicht naar de bouwplaats, het Isola del Te, het moerasgebied waar eerst de stallingen van de markies stonden.

## Beschrijving
Palazzo del Te is in de kern een eenvoudige rechthoekige constructie, opgericht in 1524-1534 voor Federico II Gonzaga, markies van Mantua. In 1524 gaf hij de opdracht tot het bouwen van een lustslot of Villa Suburbana. De locatie was die van de familiale stoeterij aan de rand van het moerasland net buiten de stadswallen van Mantua.
De opdracht werd gegeven aan architect Giulio Romano, een leerling van Rafaël. De ruwbouw op een vierkant grondplan rondom een gesloten binnenplaats was in 18 maanden klaar. Dit werd aangevuld met een strakke tuin omgeven door bijgebouwen met galerijen en aan het buiteneinde gesloten door een halfcirkelvormige colonnade "Esedra" genaamd.
De locatie gaf aanleiding tot een mengeling van paleis- en villa-architectuur. De buitengevels hebben vlakke pilasters. De ramen suggereren dat de "piano nobile" zich gelijkvloers situeert, met een verdieping daarboven. De oostelijke gevel verschilt van de andere door de Palladiaanse motieven en de open loggia in het midden in plaats van de gebruikelijke doorgang naar de binnenkoer. De gevels lijken slechts op het eerste gezicht symmetrisch en de spanning tussen de pijlers is onregelmatig van lengte.
Slechts enkele ramen kijken uit op de binnenplaats ("cortile"): de muren zijn aan alle zijden gedecoreerd met diepe nissen en blinde ramen, waarbij de tussenvlakken spezzato werden bewerkt (gebarsten en gevlekte bepleistering).
Na de ruwbouw werd tien jaar verder gewerkt door een ploeg stukadoors, beeldhouwers en frescoschilders tot alle salons en loggia's volledig gedecoreerd waren. Onder de leiding van Giulio Romano werkten lokale schilders als Benedetto Pagni en Rinaldo Mantovano uitgebreid aan de fresco's. Deze fresco's zijn tot vandaag het meest opmerkelijke kenmerk van het paleis.
Met het beroemdste fresco creëert Giulio Romano de illusie van een koepel en laat hij de werkelijk architectuur van het lokaal verdwijnen in de "Val der Giganten".
De weelderig gedecoreerde ruimtes, ooit volledig ingericht als aanvulling op het hertogelijk paleis van de familie Gonzaga, werden door veel beroemde gasten van die tijd bewonderd. Na zijn bezoek in 1530 heeft keizer Karel V zijn gastheer Federico II Gonzaga van markgraaf tot hertog van Mantua bevorderd.
In 1630 werden Mantua en zijn paleis veroverd en bovendien werd een belangrijk deel van de bevolking het slachtoffer van de pest.
Het paleis werd volledig geplunderd. Sindsdien decoreerden de fresco's enkel nog lege verlaten ruimtes.
Thans huisvest het paleis het Museo Civico del Palazzo Te, een collectie Mesopotamische kunst.